# Siervas de la Santa Infancia de Jesús
La Congregación de Siervas de la Santa Infancia de Jesús (oficialmente en alemán: Kongregation der Dienerinnen der Heiligen Kindheit Jesu) es una congregación religiosa católica femenina de derecho pontificio, fundada por la religiosa alemana Antonie Werr, en 1857, en Oberzell (Zell am Main). A las religiosas de este instituto se les conoce como siervas de la Santa Infancia de Jesús o también como franciscanas de Oberzell.

## Historia
La religiosa alemana Antonie Werr, de la Congregación de Nuestra Señora de la Caridad del Buen Pastor, abandonó el instituto con el ideal de fundar una nueva congregación para atender a las jóvenes que se encontraban en peligros morales en la región de la Franconia. En 1857, junto a cuatro compañeras, dio origen al instituto en Oberzell, que originalmente se llamó Unión Católica de las Jóvenes de la Santa Infancia de Jesús. Ese mismo año recibieron la aprobación diocesana como pía unión de derecho diocesano.
El 29 de agosto de 1863 el instituto fue agregado a la Tercera orden de San Francisco, el 17 de marzo de 1888 fue aprobada como congregación religiosa de derecho diocesano y el 10 de febrero de 1936 la Santa Sede le reconoció como congregación religiosa de derecho pontificio.

## Organización
La Congregación de Siervas de la Santa Infancia de Jesús es un instituto religioso centralizado, cuyo gobierno es ejercido por una superiora general a la que sus miembros llaman Madre. En el gobierno, la Madre general es coadyuvada por su consejo, elegido para un periodo de seis años. La sede central se encuentra en Zell am Main.
Las franciscanas de Oberzell se dedican a la educación e instrucción cristiana de la juventud, a la asistencia de las jóvenes en peligros morales y al cuidado de los enfermos. Viven según la Regla de san Francisco, forman parte de la Tercera orden de San Francisco y su espiritualidad, además de franciscana, tiene un marcado énfasis en la veneración de la encarnación y de la infancia de Jesucristo.
En 2015, el instituto contaba con unas 184 siervas y 22 comunidades presentes en Alemania, Estados Unidos y Sudáfrica.